# Carol Dweck

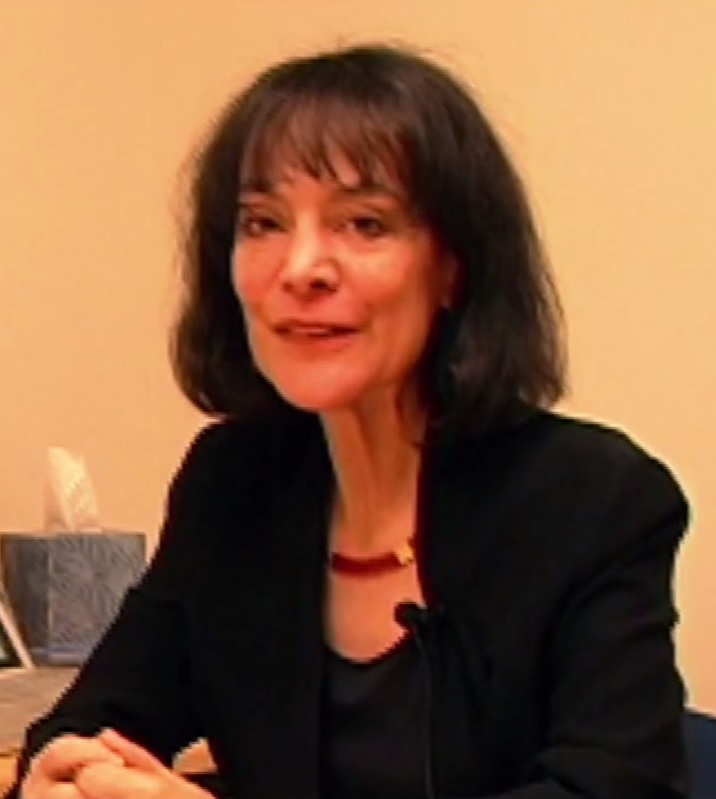
Carol Dweck

Carol S. Dweck (17 oktober 1946) is professor psychologie aan Stanford-universiteit en bekend door haar theorie over motivatie en de Groeimentaliteit. Zij studeerde in 1967 af aan het Barnard College en behaalde in 1972 een doctorsgraad aan de Yale-universiteit. Zij doceerde aan de Columbia-universiteit, Harvard-universiteit, en de Universiteit van Illinois te Urbana-Champaign voordat zij in 2004 toetrad tot de faculteit van Stanford.

## "Mindset (manier van denken)"
Het onderzoek van Dweck focust voornamelijk op motivatie, persoonlijkheid en ontwikkeling. Zij geeft cursussen in Persoonlijkheid en Sociale Ontwikkeling, alsmede in Motivatie. Haar voornaamste bijdrage aan sociale psychologie gaat over impliciete theorieën van intelligentie, zoals in haar boek Mindset: The New Psychology of Success uit 2006. Volgens Dweck kunnen individuen in een continuüm worden ingedeeld volgens hun impliciete standpunten over waar hun vermogens vandaan komen.
Het idee is dat een deel van de bevolking (impliciet) gelooft dat hun succes en talenten gebaseerd zijn op hun aangeboren vermogens. Van hen stelt Dweck, dat zij een gefixeerde theorie van intelligentie (gefixeerde manier van denken) hebben. Van anderen, die geloven dat hun succes gebaseerd is op hard werken, leren, training en vasthoudendheid, wordt gezegd dat zij een "groeiende" of "incrementele" theorie van intelligentie (de groeimentaliteit) bezitten. Het is niet noodzakelijk dat individuen zich bewust zijn van hun manier van denken, maar dit kan evengoed wel worden afgeleid uit hun gedrag. Hun mentaliteit blijkt vooral uit de manier waarop zij zich op nieuwe vaardigheden richten en hoe zij reageren op falen. Mensen met een gefixeerde manier van denken zijn vaak bang om te falen omdat dit een negatieve weergave is van hun basisvaardigheden. Mensen met een groeimentaliteit zien falen vaker als een leerervaring en realiseren zich dat ze hun prestaties door oefening kunnen verbeteren.
Deze twee tegenstrijdige manieren van denken spelen in alle aspecten van het leven een belangrijke rol. Dweck geeft aan dat een groeimentaliteit kan zorgen voor een leven met meer succes en minder stress. Het is volgens Dweck waarschijnlijker dat individuen met een "groei"-theorie hard zullen blijven werken ondanks tegenslagen en de eigen kijk van iemand op intelligentie beïnvloed kan worden door subtiele signalen uit de omgeving.
Een groeimentaliteit kan aangeleerd worden. Net als dat een gefixeerde mindset (onbedoeld) meegegeven kan worden tijdens de opvoeding. Bijvoorbeeld, als kinderen geprezen worden met uitingen als "Goed gedaan, dat is heel slim van jou" is het veel waarschijnlijker dat zij een gefixeerde manier van denken zullen ontwikkelen, terwijl complimenten als "Goed gedaan, je hebt er zeer hard voor gewerkt" waarschijnlijk tot een "groei"-mindset zullen leiden. Met andere woorden, het is mogelijk studenten aan te moedigen, bijvoorbeeld om vol te houden ook als zij falen, door ze te stimuleren op een bepaalde manier te denken.
Het is niet zo dat een gefixeerde mentaliteit altijd verkeerd is. Het kan een mens ook behoeden voor het maken van grove fouten met ernstige gevolgen of het nastreven van onbereikbare dromen. De gefixeerde manier van denken heeft daarom zeker wel een functie.

## Geselecteerde publicaties
- Dweck, C. S. (2012). Mindset: How You Can Fulfill Your Potential. Constable & Robinson Limited.
- Dweck, C. S. (2006). Mindset: The new psychology of success. New York: Random House.
- Dweck, C. S. (1999). Self-theories: Their role in motivation, personality and development. Philadelphia: Psychology Press.
- Elliot, A. J., & Dweck, C. S. (Eds.). (2005). Handbook of competence and motivation. New York: Guilford.
- Heckhausen, J., & Dweck, C. S. (Eds.). (1998). Motivation and self-regulation across the life span. Cambridge: Cambridge University Press